# Envira (kommun)
Envira är en kommun i Brasilien.   Den ligger i delstaten Amazonas, i den västra delen av landet, 2 600 km väster om huvudstaden Brasília. Antalet invånare är 16 328.
I omgivningarna runt Envira växer i huvudsak städsegrön lövskog. Trakten runt Envira är nära nog obefolkad, med mindre än två invånare per kvadratkilometer.